# غوبال كريشنا غوخاله
كان غوبال كريشنا غوخاله الحائز على رتبة الإمبراطورية الهندية (9 مايو 1866 - 15 فبراير 1915) زعيمًا سياسيًا ومصلحًا اجتماعيًا هنديًا «معتدلًا» نشط خلال حركة الاستقلال الهندية. كان غوخاله من القادة رفيعي المستوى للكونغرس الوطني الهندي ومؤسسًا لجمعية خادمي الهند. شن غوخاله حملة من أجل نيل الهند للحكم الذاتي وإقرار إصلاحات اجتماعية من خلال الجمعية بالإضافة إلى الكونغرس وغيرها من الهيئات التشريعية التي خدم فيها. تزعم الفصيل المعتدل من الكونغرس، ودعا لإقرار إصلاحات من خلال التنسيق مع المؤسسات الحكومية الموجودة.

## النشأة
ولد غوبال كريشنا غوخاله في كنف عائلة من براهمة التشيتبافان يوم 9 مايو عام 1866، في قرية كوتلوك الواقعة بالقرب من بلدة غوهاغار ضمن مقاطعة راتنجاري في ما يعرف الآن بولاية ماهاراشترا (التي كانت حينها جزءًا من رئاسة بومباي). عمل أفراد عائلة غوخاله على ضمان نيل الأخير لتعليمه باللغة الإنجليزية، وذلك رغم فقرهم وهو ما وضعه في محل مكنه من العمل كمساعد إداري أو كمسؤول صغير في الراج البريطاني. درس غوخاله في كلية راجارام بكولهابور. تخرج غوخاله من كلية إلفنستون في عام 1884، مما جعله من أولى الأجيال ممن نالوا تعليمًا جامعيًا في الهند. كان للأعمال الاجتماعية من تأليف القاضي ماهاديف غوفيند راناديه تأثير شديد على حياته. إذ لقِب بـ«ابن المحمي» وهي إشارة لكونه بمثابة ابن القاضي ماهاديف غوفيند راناديه. لعب التعليم الذي ناله غوخاله دورًا كبيرًا في حياته المهنية مستقبلًا، وبالإضافة إلى تعلمه للإنجليزية فإنه تعرف على الفكر السياسي الغربي، وأضحى معجبًا كبيرًا بمنظريه من أمثال جون ستيوارت مل وإدوارد بورك.

## الكونغرس الوطني الهندي وتيلاك والانقسام في سورات
أصبح غوخاله عضوًا في الكونغرس الوطني الهندي عام 1889، وذلك بصفته رعية تحت جناح المصلح الاجتماعي ماهاديف غوفيند راناديه. وعلى غرار غيره من القادة المعاصرين من أمثال بال غانغادهار تيلاك ودادابهاي ناوروجي وبايبين تشاندرا بال ولالا لاجبات راي وآني بيسانت، كافح غوخاله على مدى عقود من أجل نيل أبناء الشعب الهندي لتمثيل وسلطة سياسية أكبر في الشؤون العامة. كان معتدلًا في آرائه ومواقفه وسعى التماس السلطات البريطانية من خلال تنمية عملية الحوار والنقاش التي كان من شأنها أن تفضي إلى كسب احترام بريطاني أكبر لحقوق الهنود. زار غوخاله أيرلندا وهيّأ للوطني الأيرلندي ألفريد ويب أن يشغل منصب رئيس الكونغرس الوطني الهندي في عام 1894. أصبح غوخاله في السنة اللاحقة السكرتير المشترك للكونغرس مع تيلاك. تشابهت مسيرة غوخاله وتيلاك من نواحٍ عدة إذ درس كلاهما في كلية إلفنستون، وعلّم كلاهما الرياضيات، وكانا عضوين مهمين في جمعية ديكان للتعليم. ومع ذلك فإن الاختلافات في آرائهما في ما يخص الطريقة الأمثل لتحسين حياة الهنود أصبحت متجلية بصورة متزايدة.
كان غوخاله وتيلاك من أعلى القادة السياسين شأنًا خلال مطلع القرن العشرين. ومع ذلك فقد اختلفت أيديولوجيات الرجلين في العديد من المواضع. اعتُبر غوخاله رجلًا حسن النية ومن ذوي المواقف المعتدلة، في حين نظِر إلى تيلاك بوصفه شخص راديكالي لم يقاوم اللجوء إلى استعمال القوة بغية الحصول على الحرية. أعتقد غوخاله بأن الطريق السليم حتى بلوغ للهند للحكم الذاتي كان يكمن في الاعتماد على السبل الدستورية والتنسيق مع الحكومة البريطانية. وبالمقابل فإن رسائل تيلاك كانت قائمة على ممارسة الاحتجاج والمقاطعة والتحريض.
خرج الصراع الدائر بين المعتدلين والمتطرفين على أعين الملأ في مدينة سورات عام 1907، وهو ما أثر سلبًا على التطورات السياسية في البلاد. إذ تنازع الطرفين من أجل الاستحواذ على منظمة الكونغرس، وذلك نظرًا للاختلافات الأيديولوجية القائمة فيما بينهما. أراد تيلاك وضع لالا لاجبات في منصب الرئاسة، في حين كان راش بيهاري غوش المرشح الذي أراده غوخاله. لم يكن هناك أمل في التوصل لمساومة بعد نشوب الصراع. لم يُخول تيلاك برفع تعديل للقانون دعمًا للرئيس المنتخب حديثًا. وفي ذلك الوقت تناثرت الكراسي المحطمة في أنحاء المقر ورمى أوروبيندو غوش وأصدقائه الأحذية على الأعضاء، كما رُميت العصي والمظلات على المنصة. ووصل الأمر إلى التعارك بالأيدي. تدخل غوخاله حين اندفعت الحشود صوب تيلاك لمهاجمته على المنصة ووقف بجانبه لحمايته. وهكذا انتهت الجلسة مع الكونغرس منقسمًا. نقل مراسل صحيفة مانشستر غارديان نيفسون إفادات شهود العيان عما وقع.
في شهر يناير من عام 1908، اعتقِل تيلاك بتهمة التحريض على الفتنة وحكم عليه بالسجن 6 سنوات ونقِل إلى ماندالاي. أفضى ذلك إلى فتح باب المجال السياسي على مصراعيه أمام المعتدلين. كان غوخاله في إنجلترا حين اعتقِل تيلاك. عارض وزير شؤون الهند اللورد مورلي اعتقال تيلاك. في حين لم يسمع الوالي لورد مينتو له معتبرًا نشاطات تيلاك مثيرةً للفتنة وبأن اعتقاله كان ضروريًا من أجل صون النظام والقانون.
ارتكز اختلاف غوخاله الأساسي مع تيلاك حول أحد القضايا التي عنت له كثيرًا ألا وهي قانون التراضي التي سنته الحكومة البريطانية الإمبراطورية في الفترة من عام 1891 حتى عام 1892. دعم غوخاله وزملائه من المصلحين الليبراليين قانون سن الرشد بهدف الحد من انتهاكات الزواج بالأطفال، وذلك رغبةً منهم في تصفية دينهم الهندوسي من الخرافات والانتهاكات على حد اعتبارهم. ورغم عدم غلو القانون الذي اقتصر على رفع سن الرشد من عشر سنوات إلى اثني عشر سنة فإن تيلاك عارض القانون بيد أنه لم يعترض على فكرة التحرك نحو القضاء على ظاهرة زواج الأطفال، ولكنه رفض التدخل البريطاني في التقاليد الهندوسية. بالنسبة لتيلاك لم يكن مقبولًا السعي وراء تحقيق هذه الإصلاحات تحت الحكم الإمبراطوري وإنفاذ البريطانيين لها، ولكن كان يجدر بالهنود القيام بها بعد تحقيقهم للاستقلال وإنفاذها على أنفسهم. بيد أن القانون دخل حيز التنفيذ في رئاسة بومباي. كذلك تنافس القائدين من أجل السيطرة على منظمة بونا سارفاجانيك سابها، وكان تأسيس غوخاله لمنظمة ديكان سابها في عام 1896 نتيجة للتقدم الذي أحرزه تيلاك عليه.
قلق غوخاله حيال مستقبل الكونغرس بعد الانقسام الذي حصل في سورات. وارتأى من الضرورة توحيد المجموعات المتناحرة ولذلك طلب مشورة آني بيسانت في هذا الصدد. توفي غوخاله يوم 19 فبراير عام 1915. نقِل بأن غوخاله عبر لصديقه سيثور عن أمنيته برؤية الكونغرس موحدًا حين كان على فراش الموت. رغم خلافاتهما فإن غوخاله وتيلاك كانا يكنان الاحترام الكبير لوطنية وذكاء وجهود وتضحيات بعضهما البعض. كتب تيلاك مقالة افتتاحية في صحيفة كيساري أشاد فيها بغوخاله بحماسة عقب وفاته.

## اقتصادي ذو سياسة ليبرالية
يعود لمرشد غوخاله وهو القاضي إم. جي. راناديه الفضل في تأسيس دورية سارفاجانيك سابها، والتي ساعده غوخاله فيها. أثني غوخاله على شهادته التي أدلى بها أمام لجنة ويلبي إزاء الوضع المالي في الهند. كانت خطاباته حول الميزانية في المجلس التشريعي المركزي فريدة من نوعها وتميزت باستعمالها للتحليل الإحصائي الدقيق، فضلًا عن دعواته لاتباع المنطق. لعب دورًا رياديًا في إقرار إصلاحات مورلي-مينتو التي أنذرت ببداية فترة من الإصلاحات الدستورية في الهند. تصور سيرة شخصية شاملة لحياة غوبال كريشنا غوخاله من تأليف غوفيند تالولكار العمل الذي حققه غوخاله في سياق عصره وتتناول الخلفية التاريخية لحياته خلال القرن التاسع عشر. كان غوخاله باحثًا ومصلحًا اجتماعيًا ورجل دولة، ويعد جدلًا أعظم ليبرالي هندي. قدم في. جي. كيل سردًا موثقًا للإصلاحات الاقتصادية التي سعى غوخاله لتحقيقها في المجلس التشريعي التابع لوالي الهند وخارجه حتى عام 1916.